# Hovenia
Genre
Classification phylogénétique
Hovenia est un genre de plantes à fleurs de la famille des Rhamnaceae. Ce sont des arbres et des arbustes caducs originaires d'Asie. Le raisinier de Chine (Hovenia dulcis) est l'espèce la plus connue du genre.
Le genre doit son nom au sénateur allemand David Hove (1724-1787), qui aida Carl Peter Thunberg à financer son expédition en Afrique du Sud, à Java et au Japon.

## Espèces
- Hovenia acerba - synonyme :  Hovenia kiukiangensis
- Hovenia dulcis Thunb. - synonyme : Hovenia inaequalis DC.
- Hovenia parviflora
- Hovenia pubescens
- Hovenia robusta
- Hovenia tomentella
- Hovenia trichocarpa